# Taylan Antalyalı
Taylan Antalyalı, född 8 januari 1995, är en turkisk fotbollsspelare som spelar för Bodrum, på lån från Galatasaray.

## Klubbkarriär
Den 2 september 2019 värvades Antalyalı av Galatasaray, där han skrev på ett fyraårskontrakt. Den 8 september 2022 lånades Antalyalı ut till Ankaragücü på ett säsongslån. Den 25 juli 2023 lånades han ut till Samsunspor på ett säsongslån. Den 7 september 2024 lånades Antalyalı ut till Bodrum på ett säsongslån.

## Landslagskarriär
Antalyalı debuterade för Turkiets landslag den 24 mars 2021 i en 4–2-vinst över Nederländerna, där han blev inbytt i den 64:e minuten mot Ozan Tufan.